# آلوویهاره
آلوویهاره (به لاتین: Aluvihare) یک منطقهٔ مسکونی در سری‌لانکا است که در استان مرکزی (سری‌لانکا) واقع شده‌است.